# Clash Quest
『Clash Quest』は、フィンランドのゲーム会社であるSupercellが開発・運営するモバイル用オンラインストラテジーパズルゲーム。基本プレイは無料。アイテム課金がある。未だグローバルリリースはされておらず、現在フィンランド、スウェーデン、ノルウェー、デンマーク、アイスランドでのみ配信されている。

## ゲームシステム
プレイヤーはステージごとに指定された、ユニットと呼ばれるジャンルのキャラクターを使い敵を倒し先へ進む。1つの面にいる敵を全て倒すと1面クリアとなる。ユニットごとに1ステージにおいての手持ちの数が決まっており、手持ちがなくなるとゲーム終了となる。ゲームが始まると画面下半分にそのステージで指定されているユニットが並んでおり（基本は縦3〜4マス・横3〜4マス）、ユニットをタップすることによって敵であるキャラや建物に攻撃し、1ターンが経過する。敵のマスの左下の数字は、それぞれの敵の次の攻撃までのターン数であり、数字が0になるとプレイヤー側の並んでいるユニットに攻撃をする。プレイヤーがタップして攻撃する際、攻撃するユニットがいるマスと縦横方向に隣接しているマスに同じユニットがいれば、1ターンで同時に攻撃し、コンボが発生する。コンボが発生すると、コンボ数によってユニット1体あたりのダメージ量が増加する。

## ゲームプレイ

### バトル

#### クエスト
通常のゲームモード。1ステージに最大3面あり、1面以上クリアで次のステージに進むことができる。1面初クリアにつき1つ宝箱（スターチェスト）を獲得できる。5ステージが1つの島でまとまっており、次の島へ進むために、設けられたスターチェスト数制限を超える必要がある場合もある。ステージをプレイするには、1時間に1つ貯まるクエストエナジーを1つ消費するか、宝箱で得られるクエストトークンを1つ消費する。どちらもある場合はクエストエナジーが優先される。

#### リーグ
7日間で更新されるリーグの中で順位を決め、リーグの更新時上位にいるプレイヤーは1つ上のランクのリーグへ移動し、下位にいるプレイヤーは1つ下のランクのリーグに落ちる。このモードは、手持ちのユニットがなくなるまでエンドレスで続けることができる。1面をクリアするとトロフィーを1つ獲得でき、1週間のトロフィー合計数が多い順でリーグ内順位が決定する。同トロフィーの場合、破壊した建物・倒した敵の数が多い方がより上位になる。ステージをプレイするには、1日に1回できるフリートライか、リーグ更新時に獲得できるリーグトークンを1つ消費する。どちらもある場合はフリートライが優先される。

### カード
カードとはゲームプレイ時にプレイヤーが操作することができるもので、ユニットと呪文の2つに大きく分類される。前述の通り、ユニットはプレイ中に直接操作・攻撃できるキャラクターで、呪文は、ステージによって指定された呪文を選択し、敵がいるマスをタップすることでダメージを与えることができる。カードによって、ユニットでは直進する・範囲攻撃・資源を優先など、呪文では高威力単体攻撃・範囲攻撃などと攻撃タイプが異なる。カードごとにあるエリクサーと呼ばれるものでゲージが貯まっていき、エリクサーゲージが一定数をオーバーすると、ゲーム内で得られるコインを使ってレベルアップをすることができる。ゲージをオーバーしていてもエリクサーは貯め続けられる。レベルが上がると、次のレベルアップに要求されるエリクサー数やコインが増える。

### アイテム
ユニットに装備できる強化アイテムのこと。ダメージアップや攻撃回数増加、被ダメージ減少などさまざまな種類の効果がある。発動条件はそれぞれ規定のコンボ数に達すること。1種類のユニットに3つずつ存在し、その中の1つ装備可能。アイテムのアンロック時はレベル1、次に同じアイテムを入手するとレベルが1ずつ上がる。

### 宝箱
クエストモードの1面初クリア報酬の宝箱（スターチェスト）や、島の全てのスターチェストを取り終えると獲得することができる、道中の島の側にある宝箱、さらにショップで手に入る宝箱からは、エリクサー、コイン、アイテム、カードが出現する。カードを獲得すると、そのカードの1プレイの使用可能数を1枠増やすことができる。なお、ユニットごとに決められている上限を超えることはできない。

### アプリ内課金
ゲーム内通貨であるエメラルドは、課金することによって購入することができる。